# Lijst van Hengeloërs
Deze lijst van Hengeloërs betreft bekende personen die in de Nederlandse stad Hengelo (Overijssel) zijn geboren of hebben gewoond of zijn overleden en waarover een artikel in Wikipedia is geschreven.

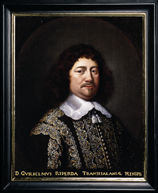
Willem Ripperda

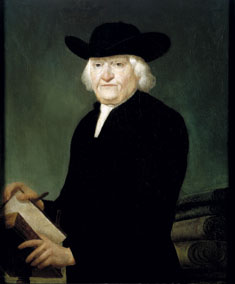
Wolter ten Cate

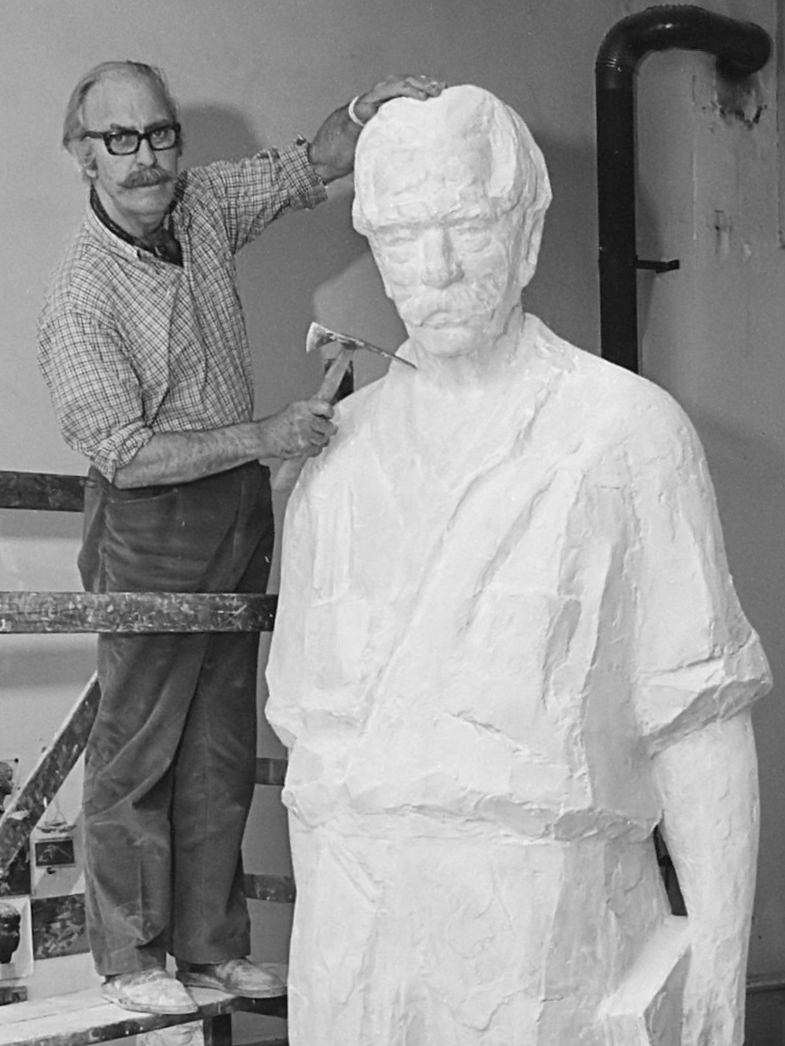
Pieter de Monchy

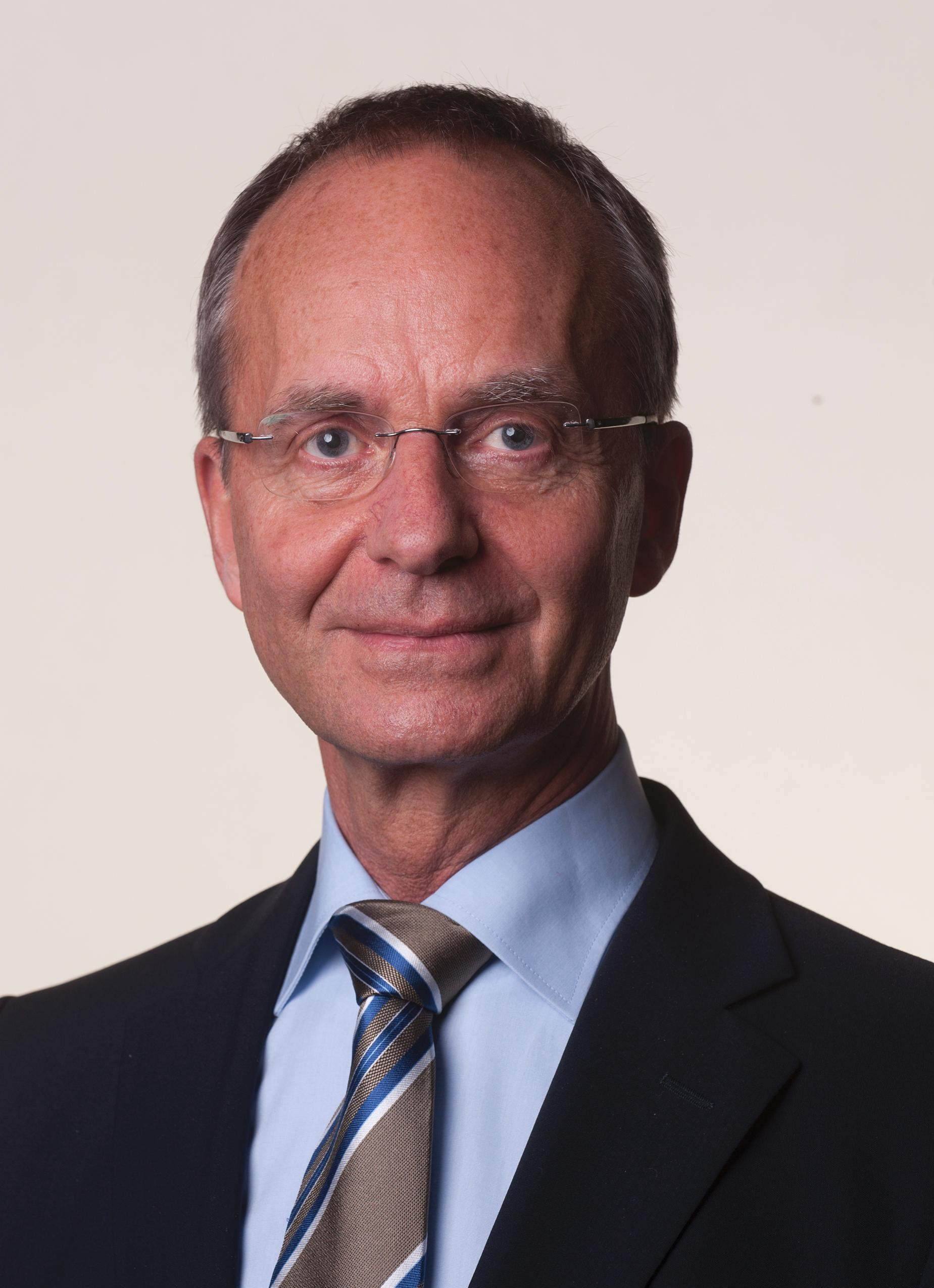
Henk Kamp

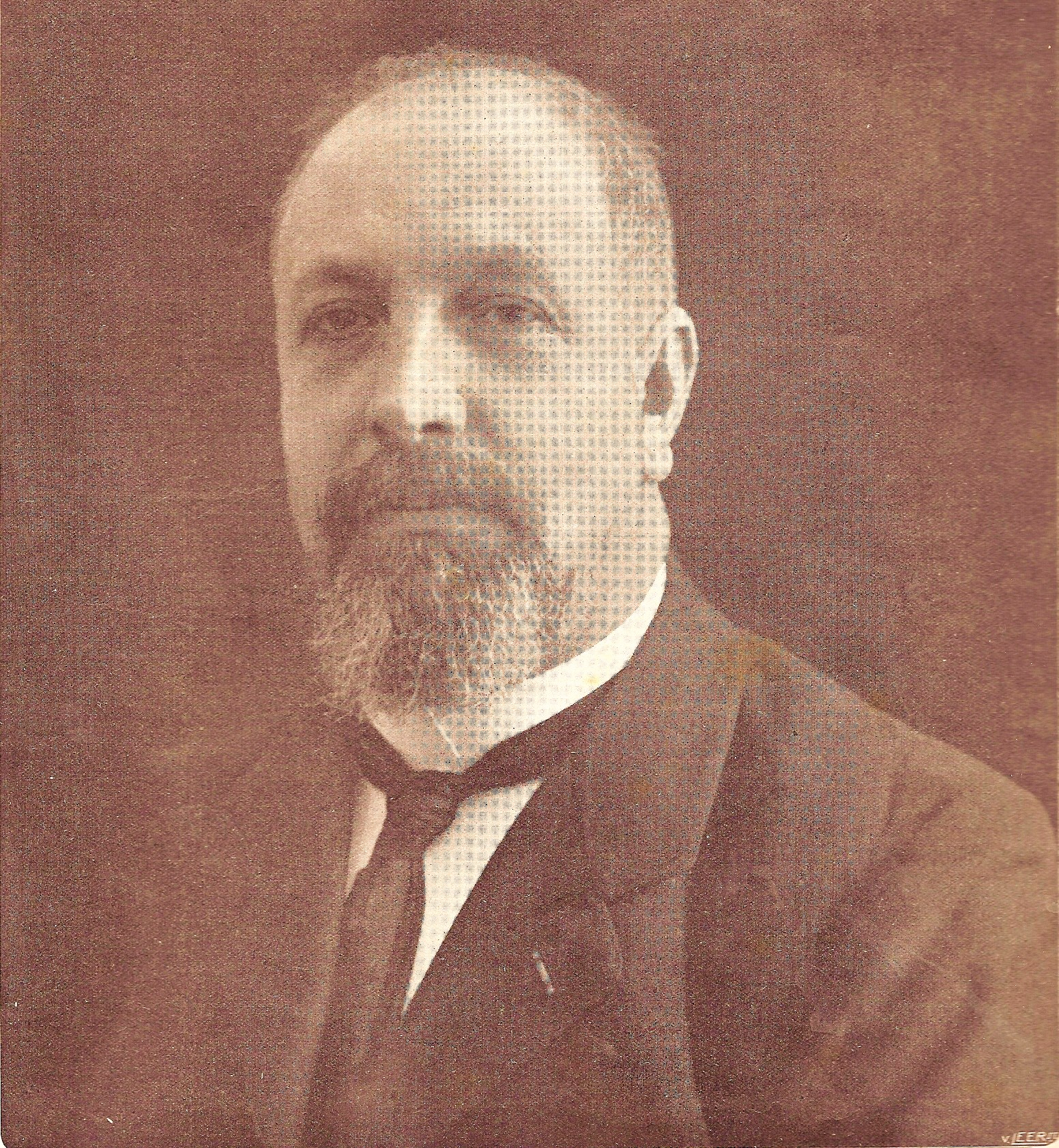
Dirk Willem Stork

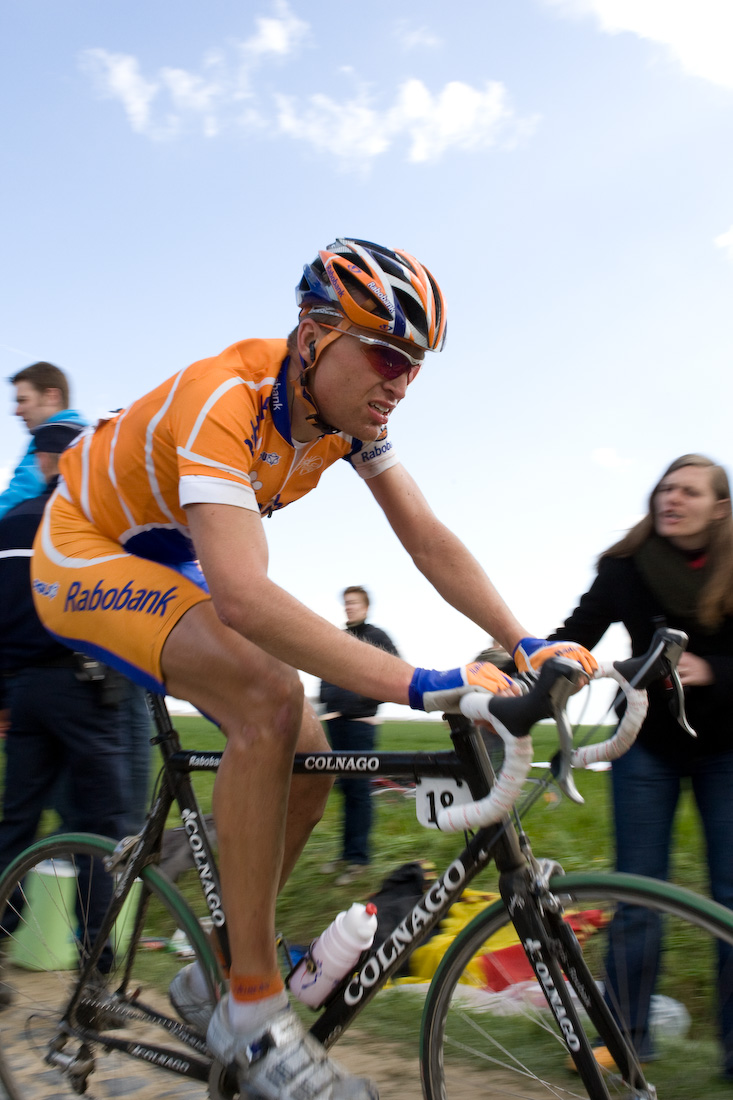
Joost Posthuma

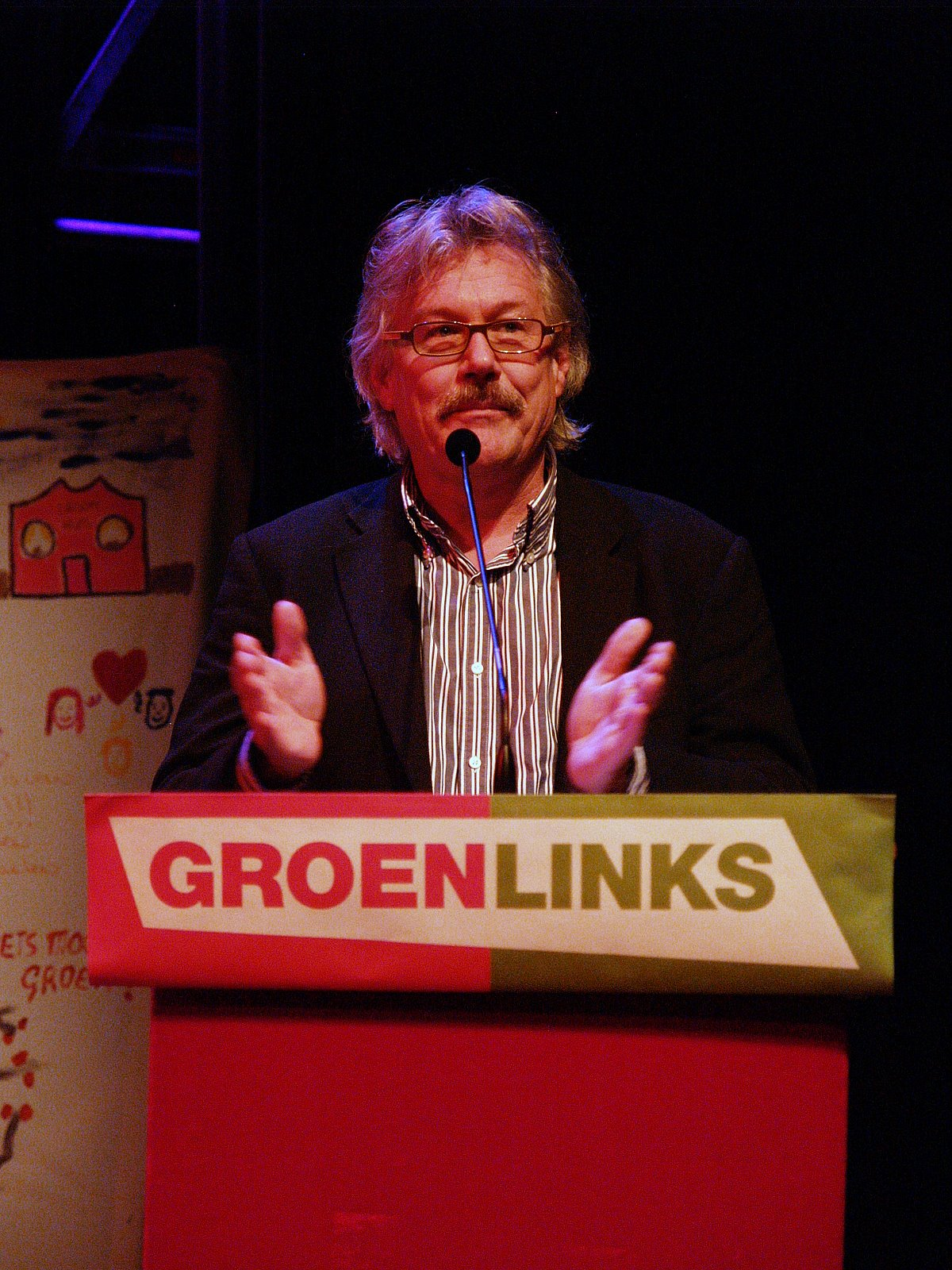
Henk Nijhof

## A
- Hans Achterhuis (1942), emeritus hoogleraar filosofie
- Ton Annink (1953-2021), ambtenaar en bestuurder
- Alex Asperslagh (1901-1984), schilder

## B
- Ton van Baars (1922), uitgever, docent en politicus
- Jan Baetsen (1944), beeldend kunstenaar
- Guusje Beverdam (1947), beeldend kunstenaar
- Joost van Bennekom (1981), atleet
- Harmke de Boer-Baltjes (1879-1954) gemeenteraadslid en verzetsstrijder
- Rudolf Bomers (1938-1991), architect
- René ten Bos (1959), filosoof
- Peet Bijen (1995), voetballer
- André Bijleveld (1959), componist
- Jozef de Bot (1946), beeldend kunstenaar
- Annette Bronsvoort (1959), juriste en politica

## C
- Wolter ten Cate (1701-1796), textielondernemer, voorganger
- Fré Cohen (1903-1943), graficus en tekenaar

## D
- Jeroen Diepemaat (1989), politicus
- Michael Dikken (1968), voetballer

## E
- Rineke Engwerda (1974), beeldend kunstenaar

## G
- Alphons Gaalman (1914-1986), organist, pianist, componist en dirigent
- Jean Paul Gebben (1964), politicus
- Karel Gerard (1910-1945), verzetsstrijder
- Johan Gigengack (1933-1976), schrijver en uitgever
- Ninos Gouriye (1991), voetballer
- Jan van de Graaff (1944), roeier

## H
- Edo Haan (1957), politicus (PvdA), burgemeester van Maassluis
- Johan ter Haar (1951), roeier
- Jarno Hams (1974), krachtsporter
- Floris Hazemeyer (1872-1939), industrieel
- Jan Willem Hees (1913-1989), kapitein-luitenant ter zee en acteur.
- Jon Hermans (1954), politica (VVD), burgemeester van Almelo
- Rokus Hofstede (1959), essayist
- Rento Hofstede Crull (1863-1938), industrieel
- Thera Hofstede Crull (1900-1966), sieraadontwerper en keramist
- Riemko Holtrop (1914-1996), beeldend kunstenaar
- Jop Horst (1961-2014), beeldend kunstenaar
- Bets ter Horst (1908-1997), olympisch atlete
- Han Hulsbergen (1901-1989), schilder, beeldhouwer
- Ien Hulshoff Pol (1907-1991), beeldhouwer

## J
- Imbert Jebbink (1946-2024), olympisch hockeyspeler en advocaat
- Jacqueline de Jong (1939-2024), beeldend kunstenaar
- Tjibbe Joustra (1951), bestuurder

## K
- Henk Kamp (1952), politicus (VVD), was o.a. minister van Defensie
- Joris Keizer (1979), zwemmer
- Norbert Klein (1956-2021), politicus
- Marcel Kleizen (1986), voetballer
- Barbara Kletter (1960), beeldhouwster
- Hans Kok (1951), oud-politicus
- Simon Kolkman (1977), olympisch roeier
- Paul Komen (1957), pianist
- Herman Krebbers (1923-2018), violist
- Annie Krouwel-Vlam (1928-2013), politica

## L
- Jan ter Laak (1950-2006), naamkundige
- Herman Leus (1917-1945), verzetsstrijder
- Pim ter Linde (1941), muziekmanager
- Alex Loesberg (1939), golfer
- Theo van Loon (1920-1945), verzetsstrijder
- Wolter Lemstra (1935)

## M
- Grada Hermina Marius (1854-1919), schilderes, kunstcritica en kunsthistorica
- Marian van der Meer (1936-2022), PvdA-politica
- Heleen Mees (1968), econome en publiciste
- Elly Meijer (1936-2024), kunstschilderes
- Hendrik Meijer (1883-1964), ondernemer, grondlegger van de Amerikaanse winkelketen Meijer
- Bert Meinen (1945), beeldhouwer
- Peter van Merksteijn jr. (1982), rallyrijder
- Camie Mol (2002), voetbalster
- Pieter de Monchy (1916-2011), beeldhouwer
- Karel Muller (1857-1942), architect
- Len Munnik (1945), cartoonist
- Tera de Marez Oyens (1932–1996), componiste

## N
- Folke Nauta (1973-2023), pianist
- Jan Niers (1925-2005), politicus en Commissaris van de Koningin in Overijssel
- Dolf Nijhoff (1914-1945), verzetsstrijder
- Henk Nijhof (1952), politicus en voormalig voorzitter van GroenLinks

## O
- Norbert Olthuis (1925-2009), kunstschilder/tekenaar
- Ronald Ophuis (1968), kunstschilder
- Edwin Olde Riekerink (1961), voetballer
- Jan Olde Riekerink (1963), voetballer en voetbaltrainer
- Mirjam Oldenhave (1960), schrijfster van kinder- en jeugdboeken
- Nazmiye Oral (1969), schrijfster en actrice
- Wim van Oostrom (1933-2023), beeldend kunstenaar
- Niels Oude Kamphuis (1977), voetballer

## P
- Joost Posthuma (1981), wielrenner
- Tom Prinsen (1982), schaatser
- Annemiek Punt (1959), kunstenaar, glazenier

## R
- Herman van Raalte (1921-2013), voetballer
- Gerrit Derk Raedt (1817-1884), burgemeester van onder andere Hengelo
- Herman Redemeijer (1930-2020), politicus
- Edward Reekers (1957), zanger van onder andere Kayak
- Erica Renkema (1963), mediapersoonlijkheid
- Margot Ribberink (1965), weervrouw
- Simone Richardson (1972), politica
- Willem Ripperda (1600-1669), edelman en diplomaat
- Paul Roda (1918-1979), liedjesschrijver
- Hanshan Roebers (1941), monumentaal ontwerper
- Demian Roelofs (1990), schaatser
- Lex Roolvink (1957), politicus
- Arno Rutte (1972), politicus

## S
- Frank Santman (1917-1945), verzetsstrijder
- Mart van Schijndel (1943-1999), architect en vormgever
- Sander Schimmelpenninck (1984), opinieschrijver- en maker, presentator
- Lauw Schneider (1926-2017), burgemeester van Roosendaal en Nispen
- Jeffrey Spalburg (1971), cabaretier
- Max Staal (1915-1995), ingenieur
- Maup Staudt (1914-1994), ambtenaar, verzetsstrijder
- Jeanine Stoeten (1991), volleybalster
- Martin Stolk (1928-2014), beeldend kunstenaar
- Ankie Stork (1921-2015), verzetsstrijder
- Erwin Strikker (1961), muzikant en componist
- Evert Strobos (1943), kunstenaar
- Siep Stuurman (1946), politicoloog, historicus
- Joseph Sylvester (1890-1955), zakenman en beter bekend onder zijn bijnaam Menthol

## T
- Michael Theuns (1994), politicus
- Anja Timmer (1961), politica
- Cheick Tioté (1986-2017), Ivoriaans voetballer

## V
- Lies Veenhoven (1919-2001), kunstschilder en illustrator
- Jan Veldhuis (1938), oud-directeur-generaal Onderwijs & Wetenschap, oud-voorzitter College van Bestuur Universiteit Utrecht
- Kees Verheul (1940-2024), slavist en schrijver
- Kirsten Vlieghuis (1976), zwemster
- Jorien Voorhuis (1984), schaatsster
- Margot Vos (1891-1985), dichteres

## W
- Marga Waanders (1959), politica
- Ernst van de Wetering (1938-2021), kunsthistoricus
- Frank Wiering (1947), regisseur
- Klaas Wiersma (1917-1993), politicus
- Theo Wolvecamp (1925-1992), kunstschilder, lid van de Cobra-beweging

## Z
- August Zinsmeister (1867-1941), architect

Alkmaar · 
Almelo ·
Almere · 
Alphen-Chaam · 
Alphen aan den Rijn ·
Amersfoort · 
Amstelveen · 
Amsterdam · 
Apeldoorn · 
Arnhem · 
Assen ·
Baarn · 
Bergen op Zoom · 
Bilthoven · 
Bolsward · 
Boxtel · 
Breda · 
Bredevoort · 
Brunssum · 
Bussum · 
Delft ·
Den Haag ·
Den Helder · 
Deurne · 
Deventer · 
Doetinchem ·
Dokkum · 
Dordrecht · 
Drachten · 
Ede · 
Eindhoven · 
Emmen · 
Enschede · 
Franeker · 
Geleen · 
Gouda · 
Groenlo ·
Groningen · 
Haarlem · 
Harlingen ·  
Heemstede · 
Heerenveen · 
Heerlen · 
Helmond · 
Hengelo · 
's-Hertogenbosch · 
Hilversum · 
Hoogeveen · 
Hoorn · 
Horst ·
Kampen · 
Kerkrade · 
Leerdam · 
Leeuwarden · 
Leiden · 
Lelystad · 
Maastricht · 
Meppel ·  
Middelburg  ·
Nijkerk · 
Nijmegen · 
Oldenzaal · 
Ommen · 
Oss · 
Rijswijk (Zuid-Holland) · 
Roosendaal · 
Rotterdam · 
Schiedam · 
Sittard · 
Sittard-Geleen · 
Sneek · 
Soest · 
Stadskanaal · 
Tegelen · 
Tiel · 
Tilburg · 
Urk · 
Utrecht · 
Veenendaal · 
Veghel · 
Venlo · 
Venray · 
Vlaardingen · 
Vlissingen · 
Wageningen · 
Warnsveld · 
Weert · 
Winschoten · 
Woerden · 
Zeist · 
Zierikzee · 
Zoetermeer · 
Zutphen · 
Zwolle